# L'ultima cavalcata
L'ultima cavalcata (The Ride Back) è un film del 1957 diretto da Allen H. Miner.
È un western statunitense con Anthony Quinn e William Conrad.

## Produzione
Il film, diretto da Allen H. Miner su una sceneggiatura di Antony Ellis, fu prodotto da William Conrad tramite la Associates & Aldrich Company e girato nel Janss Conejo Ranch a Thousand Oaks e nel Melody Ranch a Newhall, in California, e in Messico da metà settembre a metà ottobre 1956. Il brano della colonna sonora The Ride Back, cantato da Eddie Albert, fu composto da Frank De Vol (parole e musica).

## Distribuzione
Il film fu distribuito con il titolo The Ride Back negli Stati Uniti dal 29 aprile 1957 dalla United Artists.
Altre distribuzioni:
- in Finlandia il 13 settembre 1957 (Tuomio odottaa)
- in Germania Ovest il 25 luglio 1958 (Der Ritt zurück)
- in Danimarca il 24 novembre 1958 (Der Ritt zurück)
- in Austria nel 1959
- in Svezia il 31 agosto 1959 (Ritten tillbaka)
- in Messico l'8 gennaio 1960 (Regreso al honor)
- in Brasile (A Volta) (Jornada Infernal) (O Retorno Sangrento)
- in Brasile (Jornada Inesquecível)
- in Spagna (El retorno del forajido)
- in Francia (La chevauchée du retour)
- in Grecia (Dia pyros kai sidirou)
- in Italia (L'ultima cavalcata)

## Promozione
La tagline è: It Rides a Trail NO Western Ever Rode Before!.